# Холостячки (фільм)
«Холостячки» (англ. Bachelorette) — американська романтична комедія режисерки Леслі Гедленд (була також сценаристкою), що вийшла 2012 року. У головних ролях Кірстен Данст, Айла Фішер та інші. Стрічка створена на основі п'єси Леслі Гедленд.
Продюсером були Вілл Ферелл, Адам МакКей та інші. Вперше фільм продемонстрували 23 січня 2012 року у США на кінофестиваль «Санденс».
В Україні прем'єра фільму відбулась 6 вересня 2012.

## Сюжет
Три симпатичні і гострі на язик неодружені подруги приїжджають на весілля колишньої однокласниці-товстунки і випадково псують вінчальну сукню нареченої. За одну ніч холостячкам доведеться виконати запаморочливу подорож стрип-клубами, туалетними кімнатами та чоловічими спальнями за для порятунку весілля тієї, яку вони терпіти не можуть.

## У ролях
| Актор(ка)       | Персонаж(ка)                          |
| --------------- | ------------------------------------- |
| Кірстен Данст   | Реґан Кроуфорд (англ. Regan Crawford) |
| Айла Фішер      | Кеті Лоренс (англ. Katie Lawrence)    |
| Ліззі Каплан    | Джіні Маєрс (англ. Gena Myers)        |
| Джеймс Марсден  | Тревор Ґрегем (англ. Trevor Graham)   |
| Карл Борнгаймер | Джо (англ. Joe)                       |
| Адам Скотт      | Клайд Ґоддард (англ. Clyde Goddard)   |
| Ребел Вілсон    | Бекі Арчер (англ. Becky Archer)       |

## Сприйняття

### Критика
Фільм отримав змішані відгуки: Rotten Tomatoes дав оцінку 55% на основі 78 відгуків від критиків (середня оцінка 5,4/10) і 36% від глядачів із середньою оцінкою 2,8/5 (8,813 голосів), Internet Movie Database — 5,2/10 (14 631 голос), Metacritic — 52/100 (28 відгуків критиків) і 6,4/10 від глядачів (20 голосів).

### Касові збори
Під час показу у США, що стартував 7 вересня 2012 року, протягом першого тижня фільм показали у 47 кінотеатрах і він зібрав $181,494, що на той час дозволило йому зайняти 37 місце серед усіх прем'єр. Показ станом на 11 жовтня 2012 року протривав 35 днів (5 тижнів) і зібрав у прокаті у США $447,954, а у світі — $9,610,162, тобто $10,058,116 загалом при бюджеті $3 млн.